# Nibutani

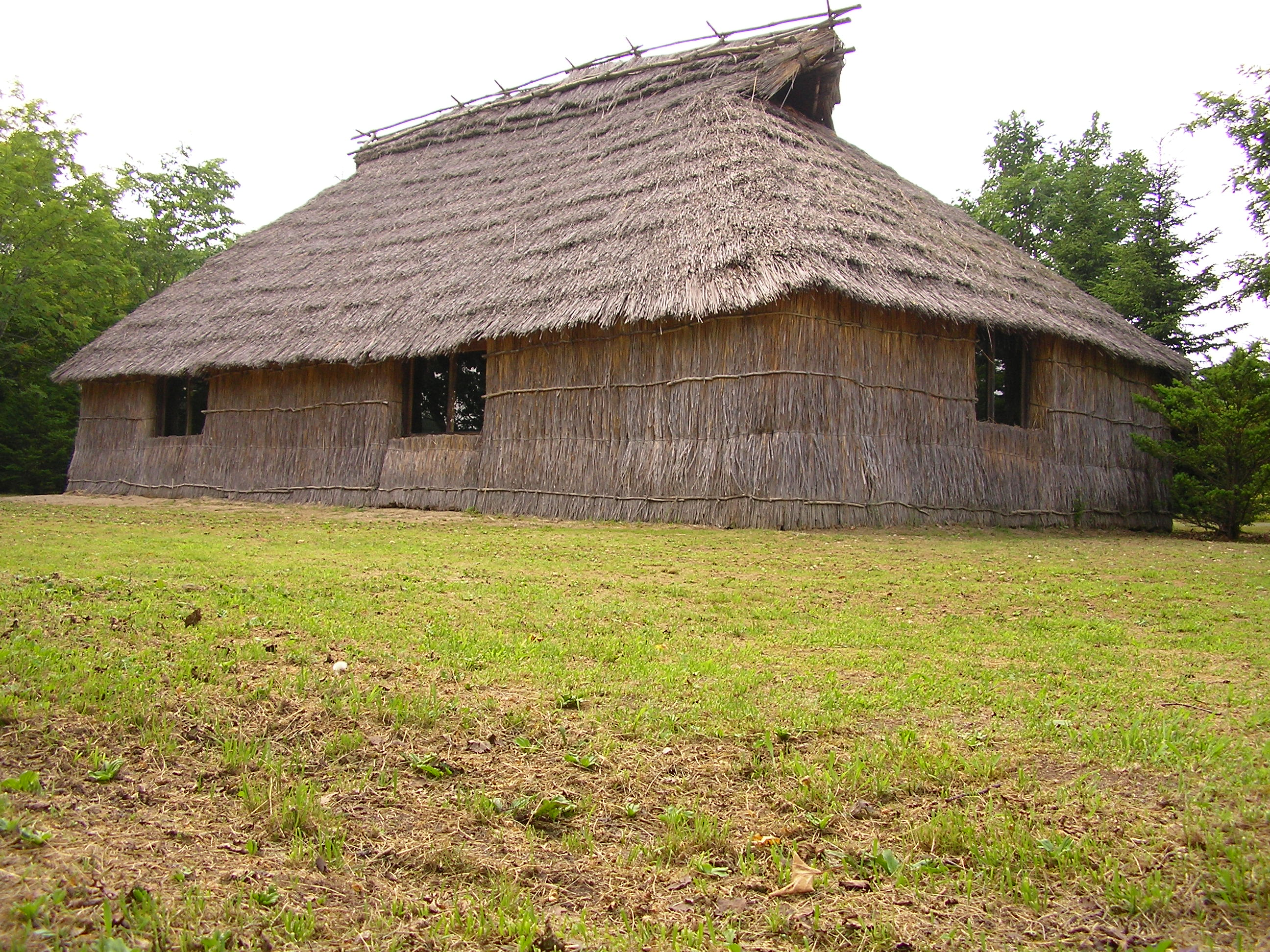
Rekonstruierte Ainu-Hütte (cise) am Städtischen Ainu-Kulturmuseum Nibutani

Nibutani (japanisch 二風谷 von Ainu niptani (ニプタニ)) ist ein Stadtteil (aza) der Gemeinde Biratori in Hokkaidō, Japan.
2010 wurden 395 Einwohner gezählt und es gab einen besonders hohen Anteil an Ainu. Mehr als 80 % der Einwohner gehören dieser ethnischen Minderheit an, was die größte Gruppe auf Hokkaido darstellt.
Das „Städtische Ainu-Kulturmuseum Nibutani“ (平取町立二風谷アイヌ文化博物館, Biratori chōritsu Nibutani Ainu bunka hakubutsukan) und das „Kayano-Shigeru-Ainu-Archiv Nibutani“ (萱野茂 二風谷アイヌ資料館, Kayano Shigeru Nibutani Ainu bunka shiryōkan) sind zwei volkskundliche Museen zur Geschichte der Ainu. Kayano Shigeru war ein bedeutender Aktivist der Ainu und stammte aus Nibutani.
Ein weiteres beliebtes Ausflugsziel ist das Erholungsgebiet mit Campingplatz Nibutani Family Land. 1997 wurde die Nibutani-Talsperre zur Energiegewinnung fertiggestellt.
Koordinaten: 42° 38′ N, 142° 10′ O